# Žrelo (film)
Žrelo (angleško Jaws) je ameriški filmski triler iz leta 1975, ki ga je režiral Steven Spielberg in temelji na istoimenskem romanu Petra Benchleyja iz leta 1974. Zgodba prikazuje velikega ljudožerskega belega morskega volka, ki napada plavalce v počitniškem mestecu v Novi Angliji, zaradi česar mora posredovati policijski načelnik Martin Brody (Roy Scheider) skupaj z morskim biologom  (Richard Dreyfuss) in profesionalnim lovcem morskih psov (Robert Shaw). V glavnih vlogah nastopata še Murray Hamilton kot župan in Lorraine Gary kot Brodyjeva žena. Kot scenarist je naveden Benchley, ki je napisal prvi osnutek, Carl Gottlieb, ki v filmu tudi igra, pa je scenarij napisal na novo ob snemanju.
Snemanje je večinoma potekalo na otoku Martha's Vineyard v Massachusettsu. Produkcija filma se je zavlekla in tudi presegla predvideni proračun. Ker so mehanski morski psi pogosto zatajili, se je Spielberg odločil, da pogosteje le nakaže prisotnost morskega psa, za kar je skladatelj John Williams napisal zloveščo in minimalistično glasbo. Spielberg in drugi so tak pristop primerjali s slogom Alfreda Hitchcocka. Universal Pictures je za film pripravilo za tisti čas velik premiero v več kot 450 kinematografih in vodilo obsežno oglasno kampanjo s televizijskimi oglasi in povezanimi proizvodi. 
Sodobni kritiki film označujejo za enega najboljših v zgodovini, za prototip filmske poletne uspešnice in za prelomnico v filmski zgodovini. Osvojil je več nagrad za filmsko glasbo in montažo ter veljal za najdonosnejši film vseh časov do filma Vojna zvezd leta 1977. Oba veljata za ključna pri vzpostavitvi Hollywoodskega poslovnega modela, ki zasleduje visok prihodek od akcijskih in pustolovskih filmov s preprosto in enoznačno premiso, izdanih poleti v tisočih kinematografov ob izdatnem oglaševanju. Filmu so sledila še tri manj uspešna nadaljevanja, vsa brez Spielberga in Benchleyja, ter več posnemajočih filmov. Leta 1998 ga je Ameriški filmski inštitut uvrstil na 48. mesto stotih najboljših ameriških filmov. Leta 2001 ga je ameriška Kongresna knjižnica izbrala za ohranitev v okviru Narodnega filmskega registra zavoljo njegove »kulturne, zgodovinske ali estetske vrednosti«.

## Vsebina
Med zabavo na plaži ob mraku na otoku Amity v Novi Angliji se mlada ženska Chrissie Watkins odpravi na morje kopat. Med kopanjem izgine pod vodno gladino. Naslednji dan njene delne ostanke najdejo na obali. Zaradi odločitve medicinskega inšpektorja, da je smrt posledica napada morskega psa, se vodja policije Martin Brody odloči zapreti plaže. Ko na volitvah zmaga župan Larry Vaughn, župan pusti odprte plaže za turiste saj se boji, da bo mestno poletno gospodarstvo propadlo. Poročevalec se zdaj strinja z županovo teorijo, da je Chrissie umrla v nesreči s čolnom. Brody nerad sprejme njihov sklep, dokler se na plaži ne zgodi še en smrtni napad morskega psa v katerem morski pes ubije osem letnega fanta. Lov na morskega psa je nagrada bogataša, kar vzbuja ljubiteljsko blaznost pri lovu na morske pse. Lokalni profesionalni lovec na morske pse Quint ponuja svoje storitve za 10.000 dolarjev. Medtem posvetovalni oceanograf Matt Hooper pregleduje Chrissiejeve posmrtne ostanke in potrjuje, da je ona umrla zaradi morskega psa - nenavadno velikega. 
Ko lokalni ribiči lovijo morskega psa, župan razglasi plaže za varne. Hooper pravi, da ne gre za istega plenilca, kar je potrjeno, potem ko v njemu ne najdejo nobenih človeških ostankov. Kmalu Brody in Hooper ponoči med raziskovanjem morja najdeta na pol potopljeno barko. Pod vodo Hooper najde velik zob belega morskega psa, vstavljenega v potopljeni trup barke. V strahu ga spusti, potem ko naleti na delno truplo. Pozneje Vaughn popušča izjavi Brodyja in Hooperja, da je za smrt odgovoren ogromen velik beli morski pes, in noče zapreti plaž, saj omogoča le dodatne varnostne ukrepe. Četrti dan v mesecu juliju turisti prispejo na plaže. Po mladoletni potegavščini, v kateri je simulirana prisotnost morskega psa, pravi morski pes vstopi v bližnje kopališče, pri čemer ubije čolnarja in zaradi česar Brodyjev najstarejši sin Michael zapusti kopališče v šoku. Brody nato Vaughna prepriča, da najame Quinta in začasno zapre plaže.
Quint, Brody in Hooper se vkrcajo na Quintovo veliko ribiško ladjo Orca, da bi ulovili morskega psa. Medtem ko Brody meče hrano v vodo, da bi privabil morskega psa, Quint pripravlja strelno puščico in sode na vrvici, da bi jih v pravem času pripel na morskega psa. Brez opozorila se morski pes pojavi za ladjo. Quint, ki oceni njegovo dolžino na 7,6 m ga ustreli s puščico, pritrjeno na flotacijski sod, vendar morski pes potegne sod s seboj pod vodo in izgine.
Zvečer si vsi trije pijani pripoveduje zgodbe o svojih brazgotinah in zaspijo. Zjutraj se morski pes nepričakovano vrne ter hkrati poškoduje ladjo tako, da izgubi svojo moč. Moški čez noč popravijo motor in škodo. Brody poskuša naslednje jutro poklicati obalno stražo, toda Quint, ki je obsedel, da bi jih morski pes ubil brez lokalne pomoči, razbije radio. Kmalu Quint s puščico ustreli v morskega psa še en sod. Ker je vrv privezana na palubi, morski pes vleče nazaj ladjo, voda pa doseže motorni prostor. Quint poskuša prerezati vrv, vendar je ta pritrjena z sodi na morskega psa. Quint nato usmeri ladjo proti obali, da bi zvabil morskega psa v plitvo vodo, vendar pluje s tako hitrostjo, da se motor pokvari tako, da rahlo eksplodira in v motornem prostoru začne vdirati voda zaradi česar ladja začne toniti.  
Ko Orca počasi tone, si Hooper nadene potapljaško opremo in odide v zaščiteno kletko z smrtonosno puščico v roki. Ko se kletka potopi, se morski pes začne zaletavati vanjo, zaradi česar Hooperju pade puščica iz rok in jo izgubi. Ko se kletka odpre, Hooper pobegne na morsko dno, kjer se mu uspe skriti. Nato morski pes neposredno napade ladjo in požre Quinta. Brody sam ujet na potapljajoči se ladji, vrže veliko jeklenko v usta morskega psa, ko ga ta hoče napasti. Nato vzame puško in spleza na vrh jamborja, od koder začne streljati na morskega psa. Brody ustreli jeklenko in velika eksplozija ubije morskega psa. Kmalu priplava na površje Hooper in ladja potone. Brody in Hooper iz ostankov lesa naredita splav in veslata nazaj na otok Amity.

## Vloge
- Roy Scheider kot šerif Martin Brody
- Robert Shaw kot Quint
- Richard Dreyfuss kot Matt Hooper
- Lorraine Gary kot Ellen Brody
- Murray Hamilton kot župan Larry Vaughn
- Carl Gottlieb kot Meadows
- Jeffrey Kramer kot pom. šerifa Hendricks
- Susan Backlinie kot Chrissie Watkins
- Peter Benchley kot Izpraševalec